# グルタミン酸-1-セミアルデヒド-2,1-アミノムターゼ
グルタミン酸-1-セミアルデヒド-2,1-アミノムターゼ(Glutamate-1-semialdehyde 2,1-aminomutase、EC 5.4.3.8)は、以下の化学反応を触媒する酵素である。
L-グルタミン酸-1-セミアルデヒド{\displaystyle \rightleftharpoons }5-アミノレブリン酸
従って、この酵素の1つの基質はL-グルタミン酸-1-セミアルデヒド、1つの生成物は5-アミノレブリン酸である。
この酵素は異性化酵素、特にアミノ酸基を転移する分子内トランスフェラーゼに分類される。系統名は、(S)-4-アミノ-5-オキソペンタン酸 4,5-アミノムターゼである。その他よく用いられる名前にglutamate-1-semialdehyde aminotransferase等がある。この酵素は、ポルフィリン及びクロロフィルIIの代謝に関与している。補因子として、ピリドキサールリン酸を必要とする。

## 構造
2007年末時点で、この酵素の10個の構造が解明されている。蛋白質構造データバンクのコードは、2CFB、2E7U、2EPJ、2GSA、2HOY、2HOZ、2HP1、2HP2、3GSB及び4GSAである。